# Démographie de l'Ain
La démographie de l'Ain est caractérisée par une densité moyenne et une population jeune qui croît rapidement depuis les années 1950 et explose sur les années 2000, bénéficiant du desserrement des agglomérations genévoise et lyonnaise.
Avec ses 671 289 habitants en 2022, le département français de l'Ain se situe en 38e position sur le plan national.
En six ans, de 2015 à 2021, sa population s'est accrue de près de 31 400 unités, c'est-à-dire de plus ou moins 5 200 personnes par an. Mais cette variation est différenciée selon les 392 communes que comporte le département.
La densité de population de l'Ain, 116,5 habitants par kilomètre carré en 2022, est supérieure à celle de la France entière qui est de 107,1 hab./km2 pour la même année.

## Évolution démographique du département de l'Ain
Le département a été créé par décret du 4 mars 1790. Il comporte alors neuf districts (Pont-de-Vaux, Bourg, Nantua, Gex, Belley, Saint-Rambert, Montluel, Trévoux et Châtillon-les-Dombes). Le premier recensement sera réalisé en 1791 et ce dénombrement, reconduit tous les cinq ans à partir de 1821, permet de connaître plus précisément l'évolution des territoires. Avec 342 601 habitants en 1831, le département représente 1,6 % de la population française, qui est alors de 32 569 000 habitants. De 1831 à 1866, il gagne 19 014 habitants, soit une augmentation de 0,21 % moyen par an, égal au taux d'accroissement national de 0,48 % sur cette même période.
L'évolution démographique entre la Guerre franco-prussienne de 1870 et la Première Guerre mondiale est négative alors qu'elle croît au niveau national. La population est relativement stable pour la période de l'entre-deux guerres courant de 1921 à 1936 alors qu'elle croit au niveau national de 6,9 % pour la France entière. À l'instar des autres départements français, l'Ain connaît un essor démographique après la Seconde Guerre mondiale, mais beaucoup plus marqué qu'au niveau national. 
En 2022, le département comptait 671 289 habitants, en évolution de +5,15 % par rapport à 2016 (France hors Mayotte : +2,11 %).
| 1791    | 1801    | 1806    | 1821 | 1826 | 1831    | 1836    | 1841    | 1846 |
| ------- | ------- | ------- | ---- | ---- | ------- | ------- | ------- | ---- |
| 307 756 | 297 071 | 304 468 | -    | -    | 346 030 | 346 188 | 355 694 | -    |

| 1851    | 1856    | 1861    | 1866    | 1872    | 1876    | 1881    | 1886    | 1891    |
| ------- | ------- | ------- | ------- | ------- | ------- | ------- | ------- | ------- |
| 372 939 | 370 919 | 369 767 | 371 643 | 363 290 | 365 462 | 363 472 | 364 408 | 356 907 |

| 1896    | 1901    | 1906    | 1911    | 1921    | 1926    | 1931    | 1936    | 1946    |
| ------- | ------- | ------- | ------- | ------- | ------- | ------- | ------- | ------- |
| 351 569 | 350 416 | 345 856 | 342 482 | 315 757 | 317 195 | 322 918 | 316 710 | 306 778 |

| 1954    | 1962    | 1968    | 1975    | 1982    | 1990    | 1999    | 2006    | 2011    |
| ------- | ------- | ------- | ------- | ------- | ------- | ------- | ------- | ------- |
| 311 941 | 327 146 | 339 262 | 376 477 | 418 516 | 471 019 | 515 270 | 566 740 | 603 827 |

| 2016    | 2021    | 2022    | - | - | - | - | - | - |
| ------- | ------- | ------- | - | - | - | - | - | - |
| 638 425 | 663 202 | 671 289 | - | - | - | - | - | - |

## Population par divisions administratives

### Arrondissements
Le département de l'Ain comporte quatre arrondissements. La population se concentre principalement sur l'arrondissement de Bourg-en-Bresse, qui recense 52 % de la population totale du département en 2022, avec une densité de 120,4 hab./km2, contre 19 % pour l'arrondissement de Belley, 16 % pour celui de Gex et 14 % pour celui de Nantua.
| Arrondissement  | Population(2022) | Variation(2022/2016)                        | Superficie(km2) | Densité(hab./km2) |
| --------------- | ---------------- | ------------------------------------------- | --------------- | ----------------- |
| Bourg-en-Bresse | 345 948          | en évolution de +4,39 % par rapport à 2016  | 2 873,7         | 120,4             |
| Belley          | 126 468          | en évolution de +4,87 % par rapport à 2016  | 1 584,2         | 79,8              |
| Gex             | 104 770          | en évolution de +12,62 % par rapport à 2016 | 404,9           | 258,8             |
| Nantua          | 94 103           | en évolution de +0,75 % par rapport à 2016  | 899,6           | 104,6             |
| Source : Insee. |                  |                                             |                 |                   |

### Communes de plus de10 000 habitants

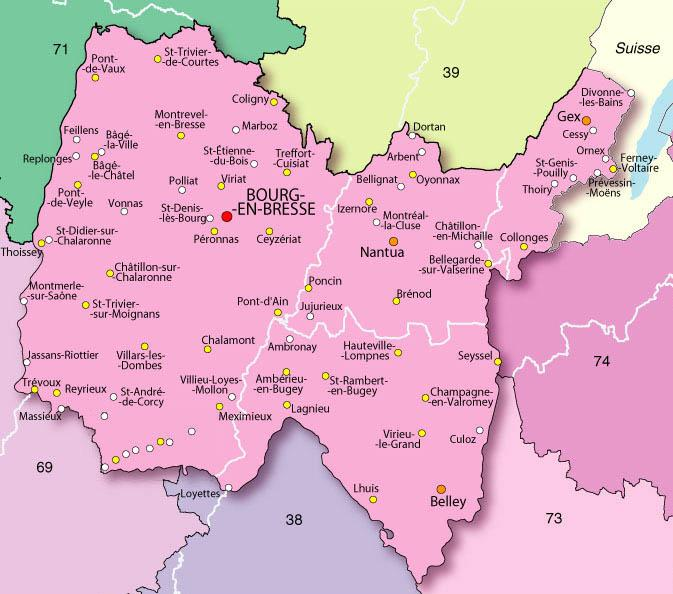
Principales villes de l'Ain en 2008.

Sur les 392 communes que comprend le département de l'Ain, 81 ont en 2021 une population municipale supérieure à 2 000 habitants, 23 ont plus de 5 000 habitants, neuf ont plus de 10 000 habitants et une a plus de 25 000 habitants : Bourg-en-Bresse.
Les évolutions respectives des communes de plus de 10 000 habitants sont présentées dans le tableau ci-après.
| Commune             | Population(2022) | Variation(2022/2016)                        | Superficie(km2) | Densité(hab./km2) |
| ------------------- | ---------------- | ------------------------------------------- | --------------- | ----------------- |
| Bourg-en-Bresse     | 42 065           | en évolution de +1,69 % par rapport à 2016  | 23,86           | 1 763             |
| Oyonnax             | 22 378           | en évolution de −0,8 % par rapport à 2016   | 36,18           | 618,5             |
| Valserhône          | 16 162           | en évolution de −0,86 % par rapport à 2016  | 62,53           | 258,5             |
| Ambérieu-en-Bugey   | 15 554           | en évolution de +10,46 % par rapport à 2016 | 24,6            | 632,3             |
| Saint-Genis-Pouilly | 14 584           | en évolution de +22,64 % par rapport à 2016 | 9,77            | 1 492,7           |
| Gex                 | 13 455           | en évolution de +6,35 % par rapport à 2016  | 32,02           | 420,2             |
| Ferney-Voltaire     | 11 530           | en évolution de +19,64 % par rapport à 2016 | 4,78            | 2 412,1           |
| Miribel             | 10 450           | en évolution de +7,27 % par rapport à 2016  | 24,49           | 426,7             |
| Divonne-les-Bains   | 10 300           | en évolution de +8,82 % par rapport à 2016  | 33,88           | 304               |
| Source : Insee.     |                  |                                             |                 |                   |

## Structures des variations de population

### Soldes naturels et migratoires sur la période 1968-2021
L'augmentation moyenne annuelle est forte depuis les années 1970, avec toutefois un fléchissement sur la dernière période, passant de 1,5 % à 0,8. Le solde naturel annuel qui est la différence entre le nombre de naissances et le nombre de décès enregistrés au cours d'une même année, est resté stable autour de 0,5 %. La baisse du taux de natalité, qui passe de 16,2 ‰ à 10,8 ‰, est en fait compensée par une baisse plus faible du taux de mortalité, qui parallèlement passe de 11,3 ‰ à 7,9 ‰, un taux très faible au niveau national.
| Indicateurs démographiques                       | 1968 à1975 | 1975 à1982 | 1982 à1990 | 1990 à1999 | 1999 à2010 | 2010 à2015 | 2015 à2021 |
| ------------------------------------------------ | ---------- | ---------- | ---------- | ---------- | ---------- | ---------- | ---------- |
| Variation annuelle moyenne de la population en % | 1,5        | 1,5        | 1,5        | 1,0        | 1,4        | 1,1        | 0,8        |
| - due au solde naturel en %                      | 0,5        | 0,4        | 0,5        | 0,4        | 0,5        | 0,5        | 0,3        |
| - due au solde apparent des entrées sorties en % | 1,0        | 1,1        | 1,0        | 0,6        | 0,9        | 0,7        | 0,5        |
| Taux de natalité en ‰                            | 16,2       | 13,9       | 13,7       | 12,6       | 12,4       | 11,9       | 10,8       |
| Taux de mortalité en ‰                           | 11,3       | 9,7        | 8,9        | 8,1        | 7,5        | 7,3        | 7,9        |
| Source : Insee.                                  |            |            |            |            |            |            |            |

### Mouvements naturels sur la période 2014-2022
En 2014, 7 354 naissances ont été dénombrées contre 4 542 décès. Le nombre annuel des naissances a diminué depuis cette date, passant à 6 881 en 2022, indépendamment à une augmentation, mais relativement faible, du nombre de décès, avec 5 452 en 2022. Le solde naturel est ainsi positif et diminue, passant de 2 812 à 1 429.
Pour des raisons techniques, il est temporairement impossible d'afficher le graphique qui aurait dû être présenté ici.

## Densité de population
En 2021, la densité était de 115,1 hab./km2.
| 1968 |  | 58.9 |  |

| 1975 |  | 65.3 |  |

| 1982 |  | 72.6 |  |

| 1990 |  | 81.7 |  |

| 1999 |  | 89.4 |  |

| 2010 |  | 103.7 |  |

| 2015 |  | 109.7 |  |

| 2021 |  | 115.1 |  |

## Répartition par sexes et tranches d'âges
La population du département est plus jeune qu'au niveau national.
En 2021, le taux de personnes d'un âge inférieur à 30 ans s'élève à 35,3 %, soit au-dessus de la moyenne nationale (35,1 %). À l'inverse, le taux de personnes d'âge supérieur à 60 ans est de 24,3 % la même année, alors qu'il est de 26,6 % au niveau national.
En 2021, le département comptait 327 292 hommes pour 335 910 femmes, soit un taux de 50,65 % de femmes, légèrement inférieur au taux national (51,61 %).
Les pyramides des âges du département et de la France s'établissent comme suit.
| Hommes | Classe d’âge | Femmes |
| ------ | ------------ | ------ |
| 0,6    | 90 ou +      | 1,6    |
| 6,3    | 75-89 ans    | 8,1    |
| 15,5   | 60-74 ans    | 16,2   |
| 21     | 45-59 ans    | 20,4   |
| 19,8   | 30-44 ans    | 19,8   |
| 16,4   | 15-29 ans    | 15     |
| 20,4   | 0-14 ans     | 18,9   |

| Hommes | Classe d’âge | Femmes |
| ------ | ------------ | ------ |
| 0,7    | 90 ou +      | 1,9    |
| 7,0    | 75-89 ans    | 9,5    |
| 16,6   | 60-74 ans    | 17,5   |
| 20,0   | 45-59 ans    | 19,5   |
| 18,8   | 30-44 ans    | 18,3   |
| 18,3   | 15-29 ans    | 16,7   |
| 18,6   | 0-14 ans     | 16,7   |

## Répartition par catégories socioprofessionnelles
La catégorie socioprofessionnelle des ouvriers est surreprésentée par rapport au niveau national. Avec 14,5 % en 2021, elle est 2,8 points au-dessus du taux national (11,7 %). La catégorie socioprofessionnelle des autres personnes sans activité professionnelle est quant à elle sous-représentée par rapport au niveau national. Avec 13,7 % en 2021, elle est 3,3 points en dessous du taux national (17 %).
| Catégorie socioprofessionnelle                    | 2015    | 2015 | 2021    | 2021 | Détails de l'année 2021 | Détails de l'année 2021 | Détails de l'année 2021            | Détails de l'année 2021            | Détails de l'année 2021            |
| Catégorie socioprofessionnelle                    | Nb      | %    | Nb      | %    | Hommes                  | Femmes                  | Part en % de la population âgée de | Part en % de la population âgée de | Part en % de la population âgée de |
| Catégorie socioprofessionnelle                    | Nb      | %    | Nb      | %    | Hommes                  | Femmes                  | 15 à 24 ans                        | 25 à 54 ans                        | 55 ans ou +                        |
| ------------------------------------------------- | ------- | ---- | ------- | ---- | ----------------------- | ----------------------- | ---------------------------------- | ---------------------------------- | ---------------------------------- |
| Agriculteurs exploitants                          | 3 562   | 0,7  | 3 216   | 0,6  | 2 569                   | 647                     | 0,1                                | 0,8                                | 0,5                                |
| Artisans, commerçants, chefs d'entreprise         | 19 327  | 3,8  | 21 813  | 4,1  | 15 823                  | 5 990                   | 0,8                                | 6,1                                | 2,6                                |
| Cadres et professions intellectuelles supérieures | 43 774  | 8,7  | 50 830  | 9,5  | 30 579                  | 20 251                  | 1,2                                | 15,5                               | 4,7                                |
| Professions intermédiaires                        | 80 535  | 16,0 | 89 230  | 16,7 | 41 505                  | 47 725                  | 9,7                                | 26,5                               | 6,4                                |
| Employés                                          | 83 584  | 16,6 | 85 015  | 15,9 | 19 561                  | 65 454                  | 15,6                               | 22,6                               | 7,4                                |
| Ouvriers                                          | 78 639  | 15,6 | 77 642  | 14,5 | 60 283                  | 17 359                  | 17,2                               | 20,6                               | 5,8                                |
| Retraités                                         | 128 005 | 25,4 | 134 845 | 25,2 | 63 568                  | 71 277                  | 0,0                                | 0,1                                | 65,7                               |
| Autres personnes sans activité professionnelle    | 66 922  | 13,3 | 73 169  | 13,7 | 28 756                  | 44 413                  | 55,3                               | 7,8                                | 6,9                                |
| Ensemble                                          | 504 349 | 100  | 535 760 | 100  | 262 644                 | 273 116                 | 100                                | 100                                | 100                                |
| Sources : Insee,.                                 |         |      |         |      |                         |                         |                                    |                                    |                                    |